# Minatozaki Sana
Minatozaki Sana (みなとざきさな) és membre del grup femení de K-Pop femení TWICE, de l'agència de JYP Entertainment. Té la posició de ballarina i vocalista.
Minatozaki Sana va néixer a Tennoji-ku, Osaka (Japó) el vint-i-nou de desembre de 1996.
Va començar a estudiar dansa en una escola d'elit d'Osaka (EXPG Studio Osaka) on va conèixer a Hirai Momo, qui seria anys després també membre de TWICE. En principi tenia planejat dedicar-se a treballar en Japó més que no pas en Korea.
Quan tenia catorze anys, estava de compres amb una amiga seva que parlava coreà, quan un agent de JYP Entertainment va apropar-se a convidar-la a una audició de l'agència, perquè buscaven participants. Amb l'ajuda de la seva amiga que li va traduir el que li deia, i Sana va decidir que participaria a l'audició, on va ballar la cançó Mr. Taxi Dance del grup sud-coreà Girls Generation. Després de graduar-se de l'escola va viatjar a Corea del Sud (2012) i va començar a entrenar-se per ser una idol. Durant els seus tres anys d'entrenament va guanyar popularitat quan va sortir al vídeo musical de GOT7 "A" i al de l'artista Junho de 2PM "Feel". L'agència volia que Sana debutés en un grup femení japonès, que es diria 6MIX, però al final això mai passà i el projecte es cancel·là.
Tot i així, l'any 2015 Sana va entrar a participar en el concurs SIXTEEN, on es decidirien les integrants del nou grup femení TWICE. Va ser la segona participant revelada al públic. Quan el programa va acabar ella estava a la línia Major, que significava que entraria segur al grup. Havia estudiat l'idioma coreà i estava molt ben considerada.

## Discografia

### Crèdits de composició de cançons
| Any  | Cançó                 | Àlbum         | Artista | Amb                      | Ref.                        |
| ---- | --------------------- | ------------- | ------- | ------------------------ | --------------------------- |
| 2018 | "Shot Thru the Heart" | Summer Nights | Twice   | Momo, Mina               | [ 14 ] [ 15 ]               |
| 2019 | "Turn It Up"          | Fancy You     | Twice   | Earattack                | [ 14 ] [ 16 ]               |
| 2019 | "21:29"               | Feel Special  | Twice   | Twice (tots els membres) | [ 14 ] [ 17 ] [ 18 ] [ 19 ] |

## Filmografia

### xous televisius
| Any  | Títol                             | Mitjà | Paper      | Ref.                   |
| ---- | --------------------------------- | ----- | ---------- | ---------------------- |
| 2015 | Sixteen                           | Mnet  | Concursant | [ 11 ]                 |
| 2016 | Idol Star Athletics Championships | MBC   | Convidada  | [ 20 ] [ cal citació ] |
| 2017 | KBS Song Festival                 | KBS   | Convidada  | [ 21 ]                 |
| 2019 | Idol Star Athletics Championships | MBC   | Convidada  |                        |